# Far del Llobregat
El Far del Llobregat (també de la Torre del Riu) és situat al terme municipal de Barcelona des de l’any 1920 on era al terme municipal de l'Hospitalet de Llobregat. És una obra protegida com a bé cultural d'interès local. El far es troba en el marge esquerre del riu Llobregat, al nord de la seva antiga desembocadura, actualment dins del Port de Barcelona.

## Descripció
Està format per cinc cossos que van disminuint de mida a mesura que guanyen alçada. El primer d'ells és la base de planta circular i a on s'adossen dues petites edificacions de planta rectangular, amb la teulada a doble vessant, entre les quals s'obre l'escala que porta a la porta principal. Sobre aquesta base s'alça el primer tram de la torre de planta circular i de dos pisos d'alçada. La porta d'entrada al far és d'arc de mig punt i té els carreus del voltant de pedra sense pintar. La resta d'obertures de les dues plantes d'aquest cos són allindades. Una motllura separa els dos nivells i corona aquest cos. Per sobre hi ha un cos de planta quadrada amb petites obertures allindanades coronat per una cornisa que fa de terrassa al cos superior. A continuació hi ha una torre octogonal. Cadascuna de les cares està emmarcada per una motllura llisa i s'obren petites obertures rectangulars. La part superior d'aquest tram és més estreta i té una terrassa.
L'últim cos és de planta circular i té a sobre la llanterna que és de vidre amb muntants de ferro i es corona amb una cúpula. Corona l'edifici un penell de ferro amb la data 1955.
Tot l'edifici està pintat està arrebossat i pintat de blanc excepte alguns detalls com les motllures i cornises que són de color gris i l'emmarcament de la porta principal que queda sense pintar.
El seu servei es sincronitza començant a la posta del sol i finalitzant a la sortida del sol. Fa una llampada d'1 segon cada 5 segons.

## Generalitats
El mot «far», del grec pharos, significa una construcció o un foc que en l'època contemporània té com a objectiu ajudar als navegants en la senyalització. Hi ha fars que acompleixen aquesta funció per la navegació marítima i per la navegació aèria. Poden ser lluminosos-òptics o, des de 1925, també per ones de ràdio. Tot i que el sistema GPS està establert a tot el món, els fars encara donen servei per la seva seguretat. Els fars òptics poden tenir llum blanca o de colors com els que hi ha a les bocanes dels ports.
Els fars consten bàsicament del sistema lumínic, fet amb gas o amb electricitat, codificat segons normativa internacional. Les intermitències llum-foscor els identifiquen i això permet a l'observador, que coneix el corresponent codi, saber en quin lloc és situat el far. Les ocultacions es fan per mitjà d'una pantalla giratòria o per persianes.

## Història
De l'Antiguitat, a les costes del Mediterrani ja es feien senyals de llum per guiar els navegants. També es feien fogueres per avisar als habitants dels pobles propers a la costa de possibles atacants. Per no haver-hi registres, se suposa que hi havia fars que donaven servei a l'Hel·lespont (Cap Sigeu), a Alexandria, entre altres i també el que guiava a Cadis als navegants fenicis, també uns segles A dC. Així mateix, hi ha coneixement dels que servien als ports de Tàrraco.
La «Torre de Cap del Riu», origen del far del Llobregat, va ser una antiga torre de defensa, construïda l'any 1566 per la ciutat de Barcelona a l’esquerra de la desembocadura del Llobregat; hom hi ajuntà una capella el 1577.
Aquesta torre va ser destruïda durant les guerres dels Segadors (anys 1641 i 1651) i la de Successió (1705). Fou renovada cada vegada, la darrera l'any 1713, amb la construcció de baluards. L'any 1848 hom hi instal·là el far prop del qual sorgí espontàniament un barri que es coneixia amb el nom de «la Farola».
Des de l'inici del segle xix els fars de ciutats prou importants, com el de Barcelona, eren sota control i proveïment del Ministerio de Marina i l'any 1842 es va crear la Comisión de Faros per fer-ne l'administració.
El Far del Llobregat va ser projectat l'any 1845 pel director del port de Barcelona, l'enginyer Simó Ferrer. Per fer-lo es van aprofitar les restes de l'antiga torre de defensa Torre del Cap del Riu. El far es va encendre per primera vegada l'1 de març de 1852. És un far de recalada que va servir de model de molts fars que es van construir durant la primera fase d'enllumenament de la costa espanyola seguint les directives del Plan General de Alumbrado Marítimo de las Costas y puertos de España e Islas Afines.
L'any 1920 es va expropiar tota la costa des del Llobregat fins a Montjuïc per la creació d'un port franc que mai es va realitzar, però des de llavors uns terrenys que pertanyien a l'Hospitalet de Llobregat van passar a ser de Barcelona, incloent-hi aquest far. L'any 1851 aquest far era sota l'administració de la Comisión de Faros dins del Ministerio de Marina que, posteriorment va passar al de Comercio, Instrucción y Obras Públicas, finalment per a dir-se de Fomento. Amb data vint-i-set de febrer de l'any 1996, sent el senyor Josep Borrell ministre del Ministerio de Obras Públicas, Transportes i Medio Ambiente, mitjançant una Ordre sobre la llei 27/1992 de 24 de novembre, es va adscriure la Comisión de Faros a Puertos del Estado y de la Marina Mercante amb l'objectiu que la coordinació i l'administració de tots els fars a les costes espanyoles fos responsabilitat de cada autoritat portuària.
L'any 1992, el ministre Josep Borrell va fer el traspàs de la gestió dels fars a les autoritats portuàries que es varen indicar i en el cas del far del Llobregat far, que era sota el control de l'Instituto Hidrogràfico de la Marina del Ministeri de Defensa, va ser transferit a l'Autoritat del Port de Barcelona.
L'associació internacional IALA d'ajudes a la navegació marítima i a autoritats de fars de tot el món va sorgir, posteriorment a reunions internacionals, l'any 1957.
L'any 1952 es va canviar l'òptica per una de la casa francesa Barbier Bernard & Turenne i es va instal·lar una nova llanterna aeromarítima de la casa la Maquinista Valenciana. Tot això es va inaugurar el 5 de setembre de 1956.
En 1969 se li va afegir un radiofar AGA tipus NAFS-607 que va ser substituït el 2001 per una estació GPS diferencial. El 1986 es van automatitzar els quadres de control. La llum té un abast de 21 milles.
Aquest far és un dels quatre que hi ha a Barcelona, a prop del de Montjuïc i dels dos més que hi ha al port. La cúpula d'aquest far, com les del cap de Creus, el del cap de Sant Sebastià o el de Calella, és de vidre. D'aquesta manera no únicament il·lumina cap al mar sinó també cap al cel per ajudar la navegació i la geolocalització dels avions.
La torre del Far del Llobregat és una construcció bonica de planta circular, però és poc coneguda. És una de les que té la torre més alta: 32 metres.
Tot i que en l'actualitat el far és dins del port, envoltat de dipòsits d'inflamables, segueix en funcionament. Per accedir-hi s'ha de demanar permís a l'Autoritat Portuària.